# 短拳螺
短拳螺（学名：Vasum turbinellum），是新腹足目拳螺科Vasum属的一种。主要分布于马来西亚、印度尼西亚、中国大陆、台湾，常栖息在浅海珊瑚礁、岩石底、潮间带至水深数米。